# Massanassa
Massanassa är en kommun i Spanien.   Den ligger i provinsen Província de València och regionen Valencia, i den östra delen av landet, 300 km öster om huvudstaden Madrid. Antalet invånare är 8 809. Arean är 5,6 kvadratkilometer. Massanassa gränsar till Alfafar, Catarroja, Paiporta och Valencia. 
Terrängen i Massanassa är mycket platt.